# Long Beach, Minnesota
Long Beach là một thành phố thuộc quận Pope, tiểu bang Minnesota, Hoa Kỳ. Năm 2010, dân số của thành phố này là 335 người.

## Dân số
- Dân số năm 2000: 271 người.
- Dân số năm 2010: 335 người.